# 廖負暄
廖負暄（？—？），號钵池，广东順德縣人，明朝政治人物，同进士出身。

## 生平
天啓七年（1627年）丁卯科廣東鄉試第五十名舉人，十年（1637年）登丁丑科同进士。都察院觀政，本年六月授南直无锡知县，十一年降调。